# The Collection (Thin Lizzy-album)
The Collection är ett samlingsalbum av hårdrocksgruppen Thin Lizzy, utgivet 1985.

## Låtlista
1. "Black Boys on the Corner" - 3:24
2. "Little Girl in Bloom" - 5:10
3. "Randolph's Tango" - 3:50
4. "Return of the Farmer's Son" - 4:16
5. "Remembering" - 6:01
6. "Whiskey in the Jar" - 5:43
7. "The Rocker" - 5:12
8. "Buffalo Gal" - 5:29
9. "Sitamoia" - 3:22
10. "A Song for While I'm Away" - 5:07
11. "Baby Face" - 3:23
12. "Ray Gun" - 3:06
13. "Sarah" - 2:50
14. "Eire" - 2:08
15. "Vagabond of the Western World" - 4:37
16. "The Friendly Ranger at Clontarf Castle" - 3:05
17. "Mama Nature Said" - 4:46